# Shelby Park
«Shelby Park» : (Parque Shelby en español) es un parque de 47,4 acres (19,2 ha) de zonas verdes a orillas del Río Bravo en el centro de Eagle Pass, Texas, Estados Unidos. El parque es propiedad de la ciudad de Eagle Pass y esta se encarga de su cuidado y mantenimiento. Fue creado con fondos de la Agencia Federal de Gestión de Emergencias (FEMA) después de que el área fuera limpiada de viviendas y negocios luego de una gran inundación en 1998 y recibió el nombre del general confederado Joseph O. Shelby, quien huyó a México a través de Eagle Pass en 1865.

## Ubicación
El parque se encuentra junto al puente internacional Eagle Pass-Piedras Negras. Consta de dos canchas de béisbol, dos canchas de fútbol, una rampa para botes y estacionamiento.
Entre diciembre de 2023 y enero de 2024, la Coalición Fronteriza de Eagle Pass lo utilizó para erigir un monumento que consta de 700 cruces en honor a los más de 700 migrantes que murieron en la frontera entre Estados Unidos y México en 2023.
En enero de 2024, fue incautada por la Guardia Nacional de Texas como parte de la Operación Estrella Solitaria para impedir la entrada de migrantes mediante la instalación de barreras y alambre de púas, además de arrestar a quienes cruzaban por invasión de propiedad privada. Esta acción fue tomada por el Gobierno de Texas después de una afluencia masiva de inmigrantes ilegales en el área bajo la administración del presidente Joe Biden. También inhibió el procesamiento de los migrantes por parte de la Patrulla Fronteriza.